# Конинклейке ХФК
Ко́нинклейке ХФК (нидерл. Koninklijke HFC, МФА: [ˈkoːnɪŋkləkə ˈɦaːˈjɛfˈseː] — сокращение от нидерл. Koninklijke Haarlemsche Football Club, Королевский харлемский футбольный клуб) — старейший футбольный клуб Нидерландов, основанный в 1879 году четырнадцатилетним Пимом Мюлиром. Первый официальный матч провёл в 1886 году.

## История

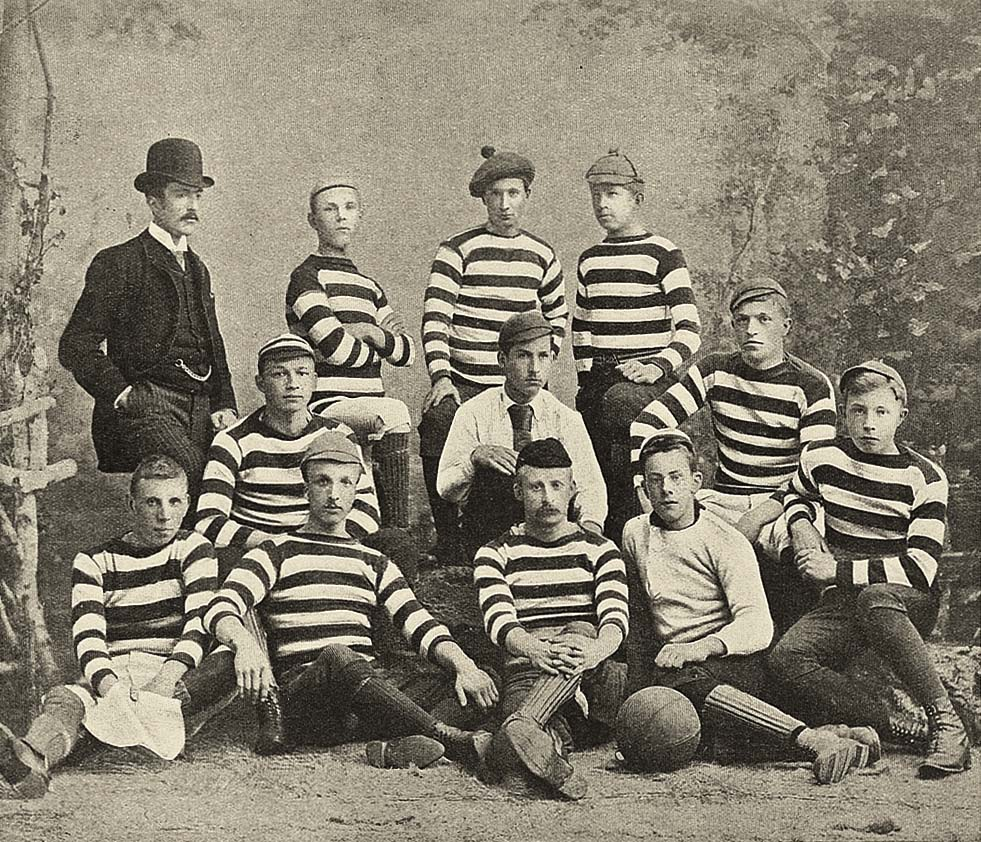
Первые футболисты в Нидерландах

Три раза команда выигрывала Кубок Нидерландов (1903/04, 1912/13 и 1914/15). Клуб получил почётное название Koninklijk (Королевский) в 1959 году, через 80 лет после основания.

## Известные футболисты
14 игроков «Конинклейке ХФК» принимали участие в матчах за сборную Нидерландов:
- Геюс ван дер Мёлен (1924—1934, 54 матча);
- Маннес Франкен (1906—1924, 22 матча);
- Бен Вервей (1919—1924, 11 матчей);
- Дик Сигмонд (1923—1927, 6 матчей);
- Фритс Кёйперс (1920—1923, 5 матчей);
- Питер Булманс тер Спилл (1907, 3 матча);
- Кес тен Кате (1912, 3 матча);
- Бен Стом (1907—1908, 2 матча + 7 матчей в составе «Велоситас Бреда»)
- Лотар ван Гог (1907, 2 матча);
- Хенк Вамстекер (1929, 1 матч + 1 матч в составе «Аякс Лейден»);
- Жак Франкен (1914, 1 матч);
- Макс Хенней (1907, 1 матч);
- Дольф ван дер Нагел (1914, 1 матч).